# 特定求職者雇用開発助成金
特定求職者雇用開発助成金（とくていきゅうしょくしゃこようかいはつじょせいきん）とは、厚生労働省の政策のうち、雇用に関するものであり、事業主のための雇用関係助成金とされるもののうち、対象労働者をハローワーク等の紹介により、継続雇用労働者（雇用保険の一般被保険者）として雇い入れる事業主に対して、賃金相当額の一部を助成するものである。特定就職困難者雇用開発助成金とも呼ぶ。

## 主な支給要件
この助成金受給には、ハローワークまたは民間の職業紹介事業者等の紹介であり、継続雇用および雇用保険一般被保険者であり、支給終了後も相当期間の継続雇用が確実であると認められることが必要である。

## 対象労働者
対象労働者の類型と企業規模に応じて1人あたりの支給額と助成対象期間が定められている。
対象労働者としては、短時間労働者以外の者と短時間労働者に分類され、それぞれにおいて高年齢者（60歳以上65歳未満）、母子家庭の母等、重度障害者等を除く身体・知的障害者、重度障害者等、重度障害者等を含む身体・知的・精神障害者が該当する。
雇入れ事業主が、対象労働者について最低賃金法第7条の最低賃金の減額特例許可を受けている場合、支給対象期について対象労働者に対して支払った賃金に次の助成率を乗じた額（上限は支給対象期ごとの支給額）となる。 
- 対象労働者が重度障害者等以外の者の場合 1/4（中小企業1/3）
- 対象労働者が重度障害者等の場合 1/3（中小企業1/2）